# Marie Polli

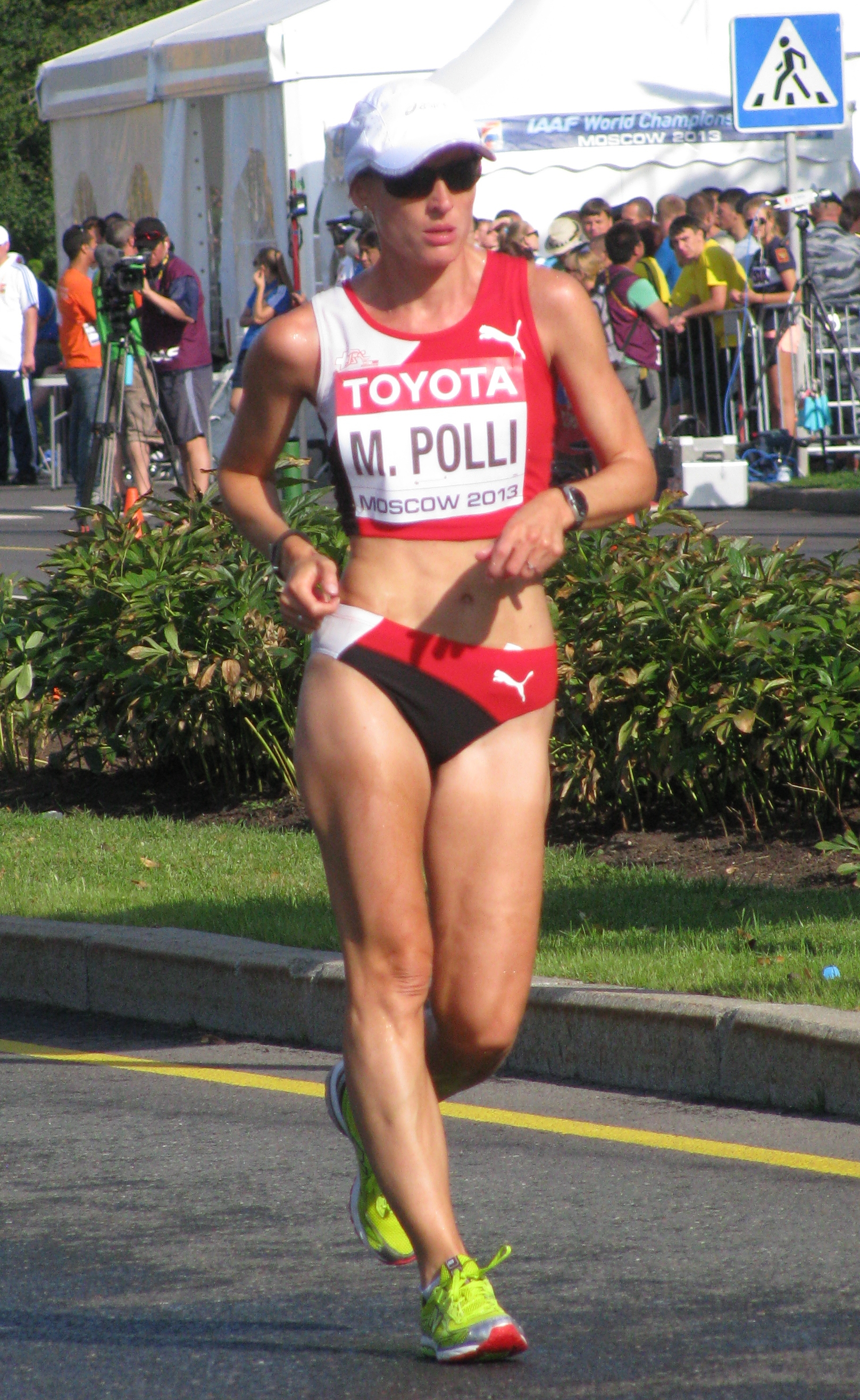
Marie Polli

Marie Polli (* 28. November 1980) ist eine Schweizer Leichtathletin mit der Spezialdisziplin Gehen. Sie hat schon eine Reihe von Schweizer Bestzeiten aufgestellt.
Marie Polli wohnt im Kanton Tessin und ist von Beruf Bankangestellte. Ihre jüngere Schwester Laura Polli betreibt ebenfalls leistungssportmässig Gehen, beide sind Mitglied des SAL Lugano.

## Erfolge
- 1999: 104. Rang IAAF World Race Walking Cup
- 2001: 40. Rang EAA Race Walking Cup
- 2002: 61. Rang IAAF World Race Walking Cup
- 2004: 39. Rang Olympische Spiele; 46. Rang IAAF World Race Walking Cup
- 2005: 31. Rang EAA Race Walking Cup
- 2006: 41. Rang IAAF World Race Walking Cup
- 2007: 21. Rang Weltmeisterschaften; 33. Rang EAA Race Walking Cup
- 2008: 3. Rang Gran Premio Città di Lugano
- 2009: 25. Rang Weltmeisterschaften
- 2011: 35. Rang Weltmeisterschaften

## Persönliche Bestleistungen
- 20 km Gehen: 1.32:36 h, 7. März 2009 in Lugano, Schweizer Rekord
- 5 km Gehen: 23:29 min, 8. Oktober 2000 in Lugano, Schweizer Bestleistung
- 10 km Gehen: 45:32 min, 9. September 2007 in Chiasso, Schweizer Bestleistung
- 10'000 Meter Bahngehen: 46:56,4 min, 20. April 2008 in Chailly-sur-Montreux, Schweizer Bestleistung